# Vipers (téléfilm)
Pour les articles homonymes, voir Vipers (homonymie).
Série Maneater
Requins : L'Armée des profondeurs
(25 mai 2008) Yeti
(8 novembre 2008)
Pour plus de détails, voir Fiche technique et Distribution.
Vipers est un téléfilm américano-canadien d'horreur réalisé par Bill Corcoran et diffusé le 21 septembre 2008 sur Sci-Fi Channel. Il s'agit du douzième film de la collection Maneater series.

## Synopsis
Dans une petite ville au nord de Washington, Cal Taylor, le nouveau médecin local, est appelé pour constater le décès de plusieurs personnes montrant des traces de morsures étranges. La mort instantanée des victimes prouverait qu'une nouvelle forme de vipères mortelles a été lâchée dans la nature. Un laboratoire expérimental de l'armée serait à l'origine de la fuite des reptiles dans la petite ville.

## Fiche technique
- Titre français et original : Vipers
- Réalisation : Bill Corcoran (en)
- Scénario : Brian Katkin
- Production : Robert Halmi Jr., Robert Halmi Sr., Matthew O'Connor, Lisa Richardson, Michael Shepard et Mary Ann Waterhouse
- Musique : Lawrence Shragge
- Photographie : Thomas Burstyn
- Montage : Lisa Binkley
- Décors : Andrew Deskin
- Costumes : Katrina McCarthy
- Effets spéciaux de maquillage : April Boyes
- Effets spéciaux visuels : Lee Wilson
- Compagnie de production : Reunion Pictures
- Compagnie de distribution : Genius Products
- Pays d'origine :  Canada -  États-Unis
- Format : Couleurs - 2.35:1 - Dolby Digital - 35 mm
- Genre : Horreur
- Durée : 95 minutes
- Date de sortie : 21 septembre 2008 (Sci-Fi Channel)

## Distribution
- Tara Reid : Nicky Swift
- Jonathan Scarfe : Cal Taylor
- Corbin Bernsen : Burton
- Jessica Steen : docteur Collins
- Don S. Davis : docteur Silverton
- Mark Humphrey (en) : Shérif Hendricks
- Stephen E. Miller : Hank Brownie
- Genevieve Buechner (en) : Maggie Martin
- Aaron Pearl : Jack Martin
- Claire Rankin : Ellie Martin
- Michael Kopsa (en) : John Staffen
- Mercedes McNab : Georgie